# Pius Pujades
Josep Pujadas i Lladó, más conocido como Pius Pujades (Gerona, 8 de enero de 1938) es periodista, maestro y escritor catalán. Fundador, junto con Just M. Casero, del Punt Diari y creador de la revista l'Abella d'or(en su segunda etapa).

## Biografía
Licenciado en Ciencias de la Información por la Universidad Autónoma de Barcelona y diplomado por la Escuela de Magisterio de Gerona. Maestro de catalán por las universidades Central y Autónoma de Barcelona. Ha ejercido como profesor de primaria en varias etapas de su vida y siempre como periodista y escritor.
Fue perseguido, condenado y encarcelado por el régimen franquista por haber escrito con Jordi Soler la obra satírica en verso "La llum del cuarto fosc".
Como periodista fundó junto con Just Manuel Casero y Madrid (el 1979) el Punt Diari y lo dirigió entre 1980-1982, fue jefe de redacción de Avui (1981-1990), creador de la revista L'Abella d'or (1990-1991) y director del Diari d'Andorra (1991-1992).
En el campo cinematográfico participó como guionista de Jordi Lladó a "Amor adolescente", "Un laberinto", "La mare" y "És ben difícil de matar el petit monstre que tots portem a dintre", las dos primeras estrenadas comercialmente y las últimas, cortos premiados en diferentes certámenes.
Como narrador fue galardonado por "Correo de la noche" con el premio Anàbasis. Ha publicado una veintena de cuentos de Navidad en el Diari d'Andorra (Premi Govern d'Andorra el 2000 per "Pessebre amb figures")
Colaboró en Revista Europa y Primer Acto. Crítico teatral de Los Sitios y Radio Girona. En Presencia conducía la sección "No ens traiem el barret". También ha sido corresponsal, redactor o colaborador de la revista mensual Usted, Radio Girona, Solidaridad Nacional, El Correo Catalán,   Tele/eXprés, Serra d'Or, Tele/Estel y El País. Como guionista en el programa de radio "Dreceres de la nostra llengua", con Albert Jané, Enric Frigola y Francina Boris (1976 y siguientes) y para la televisión en el programa "Tot art", de TVE en Cataluña.

## Obra
- Girona grisa i negra. Col·leció Llibres a l'abast - Edicions 62. (1972) (con N.J. Aragó, J.M Casero y J. Guillamet) ISBN 9788477272366
- Trenta cares, trenta creus i una de canto. Editorial Pòrtic (1972) ISBN 9788492718115 y reeditada por la Fundació Valvi (2009)
- Els barrets de Preséncia. Editorial Pòrtic (1973) ISBN 9788430058204
- Cinc apunts cal·ligràfics d’una Girona compartida amb Josep Perpiñà. Dalmau Carles Pla (1978) ISBN 9788472160323
- Francesc Ferrer: la batalla de la llengua. Xarxa Cultural (1988) ISBN 8486487064
- Girona grisa i negra, després de 27 anys (1972-1999). Ayuntamiento de Gerona (2001) (con N.J. Aragó y J. Guillamet)
- Demà serà diumenge. Diari d'Andorra (2007) ISBN 9789992057339
- Pessebre amb figures (13 contes de Nadal). Diputación de Gerona (2007) ISBN 9788496747227
- Memòria d’Ifni. Curbet - CCG Edicions Girona (2008) ISBN 9788496766518
- La Naturalesa Humana (Contes de Nadal). Rupes Nigra i la Fundació Atrium Artis (2018) ISBN 9788409063222
- Hèlios (Jordi Soler): Contra la dictadura amb humor. Fundació Atrium Artis (2023)

## Premios y distinciones
- Premio Anàbasis de narración por "Correo de la noche" (1957)[5]
- 3er Premio Misión de narración por “Les quatre llunes d’en Jordi” (1962)[6]
- Premio periodístico del Ministerio de Información y Turismo por “La Rambla” (1968)
- Premio Gerion de periodisme por “Les draçanes de la Costa Brava” (1974)
- Premio Govern d'Andorra de cuentos de Navidad por "Pessebre amb figures" (2000)

En el campo de la enseñanza, el 1964 recibió el premio del Ministerio de Educación por la campaña de alfabetitzación de adultos en la población de Palamós.

### Pius Pujades en las Redes Sociales
- Facebook: https://ca-es.facebook.com/pius.pujades
- Twitter: @piuspujades
- Google+: https://plus.google.com/+PiusPujades

### Pius Pujades en los medios
- El Blog personal de Pius Subidas a Blogspot
- Compilación de artículos en línea en el Punt-Avui
- Compilación de artículos en línea en 'El País'
- Compilación de artículos en línea en 'L'Econòmic
- Compilación de artículos al web de  ANC
- Pequeña biografía de Pius Pujades en la web Pedres de Girona - Sección "La Nostra Gent"

- Datos: Q22965103